# Park Sung-hyun
Park Sung-Hyun (Koreaans: 박성현) (Incheon, 1 januari 1983) is een Koreaanse boogschutter.
Park Sung-Hyun is een Koreaanse naam, de familienaam is Park. Park was lid van het Koreaans Olympisch team in 2004 in Athene. Met haar teamgenoten Yun Mi-Jin en Lee Sung-Jin won ze de gouden medaille. Individueel speelde ze in de finale tegen teamgenoot Lee Sung-Jin en behaalde ook hier de eerste plaats. Twee jaar later op de Aziatische Spelen won Park zowel met het team als individueel de gouden medaille.
Bij de Olympische Spelen in Peking (2008) won ze met het team (met Yun Ok-Hee en Joo Hyun-Jung) de gouden medaille. In de individuele rondes maakte ze een goede kans op een tweede gouden medaille op dit onderdeel, maar ze werd in de finale uitgeschakeld door de Chinese Zhang Juanjuan.

## Resultaten
2002
 Aziatische Spelen (team)
2004
 Olympische Spelen (team)
 Olympische Spelen (individueel)
2006
 Aziatische Spelen (team)
 Aziatische Spelen (individueel)
2007
 World Cup, stage 1 (team)
 World Cup, stage 1 (individueel)
2008
 World Cup, stage 2 (individueel en team)
 World Cup, stage 3 (team)
 World Cup, stage 3 (individueel)
 World Cup, stage 4 (individueel en team)
 Olympische Spelen (team)
 Olympische Spelen (individueel)
 World Cup, finale
1904: Matilda Howell ·
1908: Queenie Newall ·
1972: Doreen Wilber ·
1976: Luann Ryon ·
1980: Keto Losaberidze ·
1984: Seo Hyang-soon ·
1988: Kim Soo-nyung ·
1992: Cho Youn-jeong ·
1996: Kim Kyung-wook ·
2000: Yun Mi-jin ·
2004: Park Sung-hyun ·
2008: Zhang Juanjuan · 
2012: Ki Bo-bae · 
2016: Chang Hye-jin ·
2020: An San ·
2024: Lim Si-hyeon
1988: Kim S-n/Wang/Yun Y-s ·
1992: Cho/Kim S-n/Lee E-k ·
1996: Kim J-s/Kim K-w/Yoon H-y ·
2000: Kim N-s/Kim S-n/Yun M-j ·
2004: Lee S-j/Park/Yun M-j ·
2008: Joo/Park/Yun O-h ·
2012: Choi/Ki/Lee S-j ·
2016: Chang/Choi/Ki ·
2020: An/Jang/Kang ·
2024: Jeon/Lim/Nam
1978: Ichiro Shimamura
1982: O Gwang Sun ·
1986: Park Jung-ah ·
1990: Lee Jang-mi ·
1994: Lee Eun-kyung ·
1998: Kim Jo-sun ·
2002: Yuan Shu Chi ·
2006: Park Sung-hyun ·
2010: Yun Ok-hee